# قوانين نورمبرغ

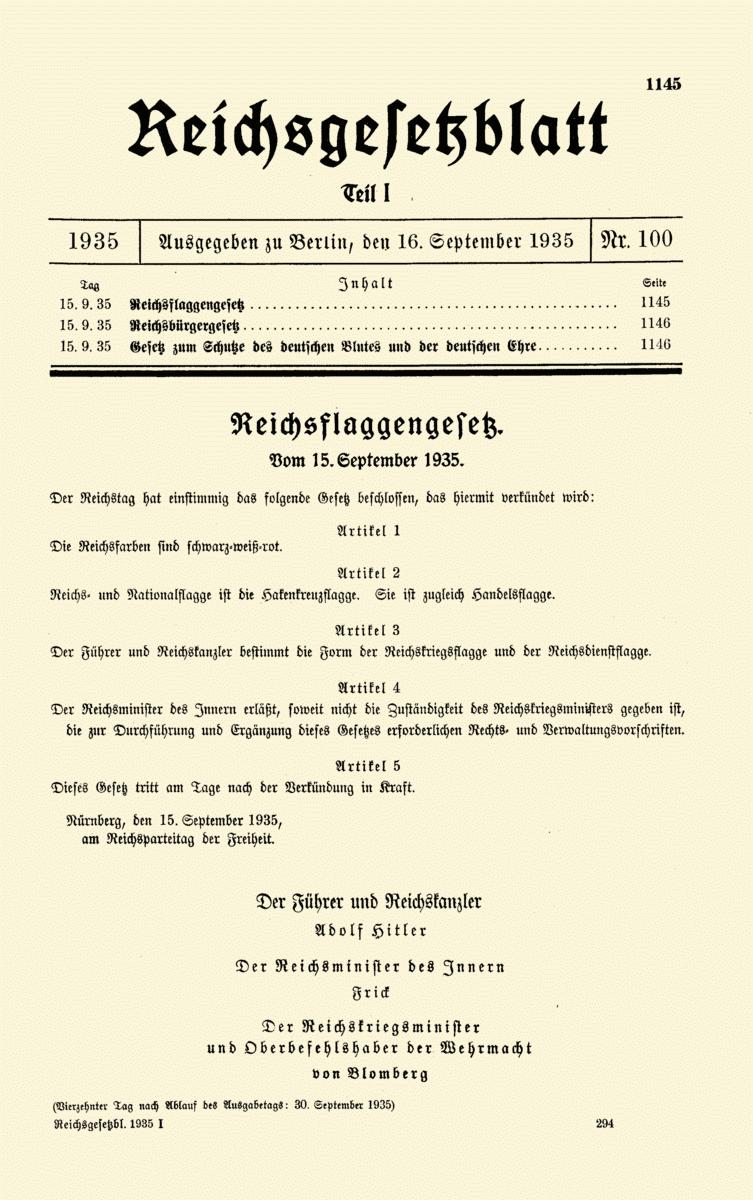
صفحة عناوين العدد الجريدة الحكومية Reichsgesetzblatt التي تعلن عن القوانين، نشرت في 16 سبتمبر 1935 (RGB I No. 100)

قوانين نورمبرغ هي سلسلة من القوانين العنصرية صدرت في 15 سبتمبر/أيلول 1935 لتشكل معلم من معالم السياسة التشريعية المناهضة لليهود في ألمانيا. وكان أهم تشريعين هما «قانون مواطنة الرايخ» و«قانون حماية الدم الألماني والشرف الألماني» واللذين ألغيا مواطنة اليهود كونهم أبناء عنصر آخر ومنعَا قيام علاقات جنسية بين اليهود وغير اليهود أو تشغيل الخادمات الألمانيات في المنازل اليهودية. واستهدفت هذه القوانين الفصل القانوني والاجتماعي بين اليهود والألمان في ألمانيا.
بسبب مخاوف سياسية خارجية، فإن الملاحقات القضائية بموجب القانونين لم تبدأ حتى أعقاب الألعاب الأوليمبية الصيفية لعام 1936 التي أقيمت في برلين. بعدما استولى النازيون على السلطة في عام 1933، بدأوا بتنفيذ سياساتهم، والتي تتضمن تكوين مجتمع الشعب (Volksgemeinschaft) المبني على أساس العرق. أعلن المستشار والفوهرر أدولف هتلر عن مقاطعة وطنية للشركات اليهودية في الأول من أبريل 1933، واستبعد قانون استعادة الخدمة المدنية المهنية، الذي أُقر في السابع من أبريل، غير الآريين من المهن القانونية والخدمة المدنية. وقد تم تدمير الكتب التي اعتبرت غير ألمانية، بما في ذلك ما كتبه مؤلفون يهود، وُحرقت الكتب في محرقة كتب شملت البلد بأكمله، وذلك في العاشر من مايو. تعرض المواطنون اليهود لمضايقات ومهاجمات عنيفة. وقد جرى قمعهم وتجريدهم من مواطنتهم وحقوقهم المدنية، وفي نهاية المطاف تمت إزالتهم بالكامل من المجتمع الألماني.
كان لقوانين نورمبرغ آثار تعجيزية على الاقتصاد وعلى المجتمع اليهودي. سُجن الأشخاص المنتهكين لقوانين الجواز، وبعد الثامن من مارس 1938، ولدى إتمام أحكامهم، أعيد اعتقالهم من قبل الجستابو وأرسلوا إلى معسركات الاعتقال النازية. توقف غير اليهود تدريجيا عن التواصل الاجتماعي مع اليهود أو التبضع من متاجرهم، والتي أغلق معظمها نظرا لنقص الزبائن. ولأن اليهود منعوا من العمل في الخدمات المدنية أو المهن الخاضعة لتنظيم الحكومة، كالطب والتعليم، فإن الكثيرين من ملاك الشركات من الطبق الوسطى والحرفيين أجبروا على العمل في وظائف مهينة. شكلت الهجرة مشكلة، فقد طُلب من اليهود تحويل 90% من ثرواتهم كضريبة لمغادرة البلاد. وبحلول عام 1938 كان شبه مستحيلا أن يجد المهاجرون اليهود المحتملون دولة ترحب بهم. بعدما أثبتت خطط الترحيل الجماعي، كخطة مدغشقر، فشل النازيين في تنفيذها، بدأت الحكومة الألمانية في منتصف عام 1941 بعمليات إبادة جماعية ليهود أوروبا.

## خلفية
كان حزب العمال الألماني الاشتراكي الوطني (الحزب النازي) واحد من عدة أحزاب سياسية يمينية متطرفة ناشطة في أوروبا عقب نهاية الحرب العالمية الأولى. تضمن برنامج الحزب إزالة لجمهورية فايمار، رفض شروط معاهدة فيرساي، معاداة متطرفة للسامية، ومعاداة للبلشفية. وقد وعدوا بإنشاء حكومة مركزية قوية، وزيادة في مساحة العيش (Lebensraum) للشعوب الألمانية، وإنشاء لمجتمع الشعب المبني على العرقية، والنقاء العرقي عبر القمع النشط لليهود، والذين حرموا من مواطنتهم وحقوقهم المدنية.
أثناء سجنه عام 1924 بعد فشل انقلاب بير هول، قام هتلر بإملاء كتابه «كفاحي» لنائبه رودولف هِس. كان الكتاب عبارة عن سيرة ذاتية وإيضاح لأيديولوجية هتلر التي وضع فيها خططه لتحويل ألمانيا إلى مجتمع مؤسس على العرقية. وقد أوجز في الكتاب اعتقاده في البلشفية اليهودية، وهي نظرية مؤامرة تفترض وجود مؤامرة يهودية دولية للسيطرة على العالم، وتعتبر اليهود عدوا مميتا للشعب الألماني. ولم يتردد هتلر طوال حياته في نظرته هذه للعالم كما اتضح من كتاب كفاحي.